# Ivan Bella
Ivan Bella (Breznóbánya, 1964. május 25.–) a Szlovák Köztársaság hadseregének ezredese, az első szlovák űrhajós, aki 385. emberként járt a világűrben. Tartalék űrhajósa Michal Fulier pilóta volt.

## Élete
Alsószabadiból származik. 1979-1983 között a besztercebányai katonai gimnáziumba járt. 1983-1987 között végezte felsőfokú tanulmányait a kassai Szlovák Nemzeti Felkelés Katonai Repülési Főiskolán. 1983-ban lett pilóta, később vadászrepülő-pilóta.
1993-tól a malackai 33. vadász- és bombázórepülő légibázison szolgált. MiG–21 és Szu–22 repülőgépeken repült. 1998-ban a Csillagvárosba utazott, ahol március 23-tól a Jurij Gagarin Űrhajóskiképző Központban (CPK) elkezdődött az űrhajóskiképzése. Ugyanazon év augusztusában választották ki az orosz-francia-szlovák legénységű 27. miri misszióba (Szojuz TM–29), amely 1999. február 20-án indult. A misszió alatt összesen 7 napot, 21 órát és 56 percet töltött a világűrben. Űrhajós pályafutását 1999. február 28-án fejezte be. Aktív repülő-űrrepülő pályafutását befejezve 2004-től Szlovákia katonai attaséjaként szolgál Moszkvában.

## Űrrepülés
Szojuz TM–29 – (1999. február 20-tól–február 28-ig) – kutatóűrhajósa. február 22-én eseménymentesen dokkolást hajtottak végre. Az első űrrepülés a Mir-űrállomásra, amikor három nemzet (orosz-francia-szlovák) különböző űrhajósa indult űrszolgálatra. Dokkolást követően megnyitották a zsilipajtót, TV-n közvetítették az átszállás pillanatát. Protokollt követően ellenőrizték a csatlakozás biztonságát (űrhajó rögzítést, energia és oxigén ellátást). Rádiókapcsolaton keresztül beszélt feleségével, a szlovák szakemberekkel, politikusokkal. Tudományos és kísérleti programját Milan Rastislav Štefánik névre keresztelve a szlovák Tudományos Akadémia irányításával állították össze. Madártojásokat vittek magukkal, az űrben történt a kikelés, növekedés. Madarak viselkedését vizsgálták űrkörülmények között. Biológiai és orvosi kísérleteket végeztek, ellenőrizve a súlytalanság hatását az emberi szervezetre.
Ellenőrizték a leszálló űregység készenléti állapotát. Átszerelték a személyre szabott üléseket, bepakolták a visszatérő kutatási, kísérleti anyagokat, eredményeket. Szojuz TM–28 mentőegységgel tért vissza a Földre.

## Kitüntetések
- 1999 Ľudovít Štúr Érdemrend I. osztálya.
- 2001-ben róla nevezték el a 22901 Ivanbella kisbolygót.